# Duboczki (przystanek kolejowy)
Duboczki (ros. Дубочки) – przystanek kolejowy w miejscowości Duboczki, w rejonie łomonosowskim, w obwodzie leningradzkim, w Rosji. Położony jest na linii z Dworca Bałtyckiego do Wiejmarna, u wybrzeża Zatoki Fińskiej.